# Medeiros Neto
Medeiros Neto is een gemeente in de Braziliaanse deelstaat Bahia. De gemeente telt 22.752 inwoners (schatting 2009).